# Суперцъфтеж
Суперцъфтежът е рядко срещан пустинен ботанически феномен, при който необичайно висок дял от диви цветя, чиито семена са заспали в пустинната почва, покълват и цъфтят приблизително по едно и също време. Явлението е свързано с необичайно влажен дъждовен сезон. Терминът може да се е развил като етикет през 1990-те години.

## Условия за суперцъфтеж
Условията, при които може да настъпи суперцъфтеж настъпват по изключение. Тъй като някои инвазивни треви, като овсига, се конкурират с местните цветя за влага, пустинята трябва да остане достатъчно суха преди цъфтежа, за да не се утвърдят. Пустинята трябва да получи валежи през есента и този дъжд трябва да проникне дълбоко в почвената матрица, за да достигне по-голямата част от спящите семена на цъфтящи растения. Ако последващите валежи са прекомерни или наводняващи, младите растения могат да бъдат отнесени при наводнения; ако са недостатъчни, семената ще умрат от дехидратация.

## Туристически ефект
Поради масовия наплив от туристи цветята могат да бъдат стъпкани. Редица хора ги берат или вадят с корените. Масивни задръствания от автомобилите, използвани от туристите към езерото Елсинор, Калифорния, е спирало достъпа до каньона Уокър.